# 史孔吉
史孔吉（1585年—？年），字敬勝，號亦步，直隸應天府溧陽縣人，官籍，明朝政治人物。

## 生平
由廩生中式萬曆三十七年（1609年）己酉應天府鄉試第六十九名舉人，萬曆三十八年（1610年）庚戌科會試二百九十五名，第三甲第一百八十三名進士，大理寺觀政。次年授福建泉州府南安縣知縣，四十一年调任崇安县，四十三年本省同考。萬曆四十四年（1616年）暂擬工部主事，萬曆四十六年（1618年）擢授戶科給事中。累升广东按察司副使，天啓六年（1626年）閏六月會推尚宝司卿時，以高攀龙邪党被令閑住。

## 家族
曾祖史鏊，貢士；祖父史曰嘉，清苑縣縣丞；父史餘道，封文林郎崇安知縣；母潘氏（封孺人）。具慶下。兄濟元（廩例監生），弟允吉；兆吉（庠生）。子儒縉；儒綱；儒胤。